# Министерство здравоохранения Нагорно-Карабахской Республики
Министерство здравоохранения Нагорно-Карабахской Республики (арм. Լեռնային Ղարաբաղի Հանրապետության առողջապահության նախարարություն) — государственный орган исполнительной власти непризнанной Нагорно-Карабахской Республики, который разрабатывал и осуществлял политику правительства НКР в сфере здравоохранения. Министерство возглавлял министр здравоохранения НКР.
Министерство формировалось, реорганизовывалось и его деятельность приостанавливалась указом президента НКР. Министерство состояло из министра и аппарата министерства. В систему министерства входили государственные некоммерческие организации и учреждения.

## Цели и задачи министерства
- разработка и осуществление госпрограмм по развитию сферы здравоохранения, разработка и утверждение санитарных норм и правил.
- в пределах своей компетенции, организация, управление, финансирование деятельности системы,
- разработка проектов законодательных и правовых актов сферы здравоохранения и обеспечение контроля за принятыми правовыми актами,
- обеспечение санитарно-эпидемиологической защиты населения,
- организация первой и профессиональной медицинской помощи и услуг населению,
- проведение мероприятий по осуществлению защиты здоровья матери и ребенка,
- организация мероприятий по улучшению здоровья населения,
- организация медицинской помощи населению в чрезвычайных ситуациях,
- введение обязательной и добровольной медицинской страховой системы,
- обеспечение международного и межведомственного сотрудничества в области здравоохранения:
- разработка и осуществление программ по изучению состояния здоровья и снижению инвалидности и смертности населения,
- осуществление анализа ситуации по быту и здоровью детей и женщин, установление главных задач сферы, разработка и введение целевых программ

## Министры здравоохранения НКР
- Вячеслав Агабалян (1992—1995)
- Зоя Лазарян (1996—1997)
- Вячеслав Агабалян (1997)
- Зоя Лазарян (1999—2007)
- Армен Хачатрян (2007—2010)
- Сергей Мовсисян (2010—?)
- Зоя Лазарян (2012—2014)
- Арутюн Кушкян (2014—2016)
- Карина Атаян (2016—2018)
- Араик Багирян (2018—2020)
- Арарат Оганджанян (2020)
- Микаел Айриян (2020—2022)
- Самвел Аветисян (2022—2023)
- Вардан Тадевосян (2023)